# Райда (Рыбинское сельское поселение)
 Райда  — деревня в Максатихинском районе Тверской области. Входит в состав Рыбинского сельского поселения.

## География
Находится в северо-восточной части Тверской области на расстоянии приблизительно 39 км по прямой на север-северо-восток от районного центра поселка Максатиха.

## История
Деревня была отмечена еще на карте 1825 года. В 1859 году здесь (тогда деревня Бежецкого уезда Тверской губернии) было учтено 58 дворов, в 1978 — 86. До 2014 года входила в Будёновское сельское поселение.

## Население
Численность населения: 258 человек (1859 год), 74 (русские 86 %, карелы 14 %) в 2002 году, 51 в 2010.